# Volta a Cataluña 1933
La Volta a Cataluña 1933 fue la 15.ª edición de la Volta a Cataluña. Se disputó en 8 etapas del 10 al 18 de junio de 1933 con un total de 1.576 km. El vencedor final fue el italiano Alfredo Bovet, por delante de su compatriota Ambrogio Morelli y del belga Antoine Dignef.

## Etapas
| Etapa | Fecha       | Ciudades de etapa               | km     | Vencedor de la etapa | Líder de la general |
| ----- | ----------- | ------------------------------- | ------ | -------------------- | ------------------- |
| 1º    | 10 de junio | Barcelona - Manresa             | 83,9   | Joseph Demuysere     | Joseph Demuysere    |
| 2º    | 11 de junio | Manresa - Tortosa               | 218,6  | Alfons Corthout      | Joseph Demuysere    |
| 3º    | 12 de junio | Tortosa - Reus                  | 217,6  | Alfredo Bovet        | Alfredo Bovet       |
| 4º    | 13 de junio | Reus - Lérida                   | 131,2  | Alfons Corthout      | Alfredo Bovet       |
| 5º    | 14 de junio | Lérida - Seo de Urgel           | 190,1  | Ambrogio Morelli     | Alfredo Bovet       |
| 6º    | 15 de junio | Seo de Urgel - Gerona           | 212,1  | Vicente Trueba Pérez | Alfredo Bovet       |
| 7º    | 16 de junio | Gerona - Figueras               | 129,8  | Antoine Dignef       | Alfredo Bovet       |
| 8º    | 17 de junio | Figueras - Caldas de Malavella  | 179,5  | Felice Gremo         | Alfredo Bovet       |
| 9º    | 18 de junio | Caldas de Malavella - Barcelona | 174,96 | Alfredo Bovet        | Alfredo Bovet       |

### 1ª etapa[1]
10-06-1933: Barcelona - Manresa. 83,9 km
|   | Ciclista         | Tiempo     |
| - | ---------------- | ---------- |
| 1 | Joseph Demuysere | 2h 34' 22" |
| 2 | Ambrogio Morelli | m. t.      |
| 3 | Alfredo Bovet    | m. t.      |

|   | Ciclista         | Tiempo     |
| - | ---------------- | ---------- |
| 1 | Joseph Demuysere | 2h 34' 22" |
| 2 | Ambrogio Morelli | m. t.      |
| 3 | Alfredo Bovet    | m. t.      |

### 2ª etapa[2]
11-06-1933: Manresa - Tortosa. 218,6 km
|   | Ciclista         | Tiempo     |
| - | ---------------- | ---------- |
| 1 | Alfons Corthout  | 8h 11' 35" |
| 2 | Joseph Demuysere | m. t.      |
| 3 | Ambrogio Morelli | + 01' 27"  |

|   | Ciclista         | Tiempo      |
| - | ---------------- | ----------- |
| 1 | Joseph Demuysere | 10h 45' 27" |
| 2 | Alfons Corthout  | m. t.       |
| 3 | Ambrogio Morelli | + 01' 27"   |

### 3ª etapa
12-06-1933:  Tortosa - Reus. 217,6 km
|   | Corredor       | Tiempo     |
| - | -------------- | ---------- |
| 1 | Alfredo Bovet  | 7h 01' 00" |
| 2 | Antoine Dignef | + 29' 30"  |
| 3 | Vicente Trueba | + 29' 39"  |

|   | Ciclista       | Tiempo      |
| - | -------------- | ----------- |
| 1 | Alfredo Bovet  | 17h 53' 43" |
| 2 | Antoine Dignef | + 29' 30"   |
| 3 | Vicente Trueba | + 29' 39"   |

### 4ª etapa[3]
13-06-1933: Reus - Lérida. 131,2 km
|   | Ciclista         | Tiempo     |
| - | ---------------- | ---------- |
| 1 | Alfons Corthout  | 4h 55' 00" |
| 2 | Ambrogio Morelli | m. t.      |
| 3 | Émile Decroix    | + 15"      |

|   | Ciclista       | Tiempo      |
| - | -------------- | ----------- |
| 1 | Alfredo Bovet  | 22h 49' 43" |
| 2 | Antoine Dignef | + 29' 30"   |
| 3 | Vicente Trueba | + 29' 39"   |

### 5ª etapa[4]
14-06-1933: Lérida - Seo de Urgel 190,1 km
|   | Ciclista          | Tiempo     |
| - | ----------------- | ---------- |
| 1 | Ambrogio Morelli  | 6h 44' 00" |
| 2 | Federico Ezquerra | m. t.      |
| 3 | Luigi Marchisio   | m. t.      |

|   | Ciclista         | Tiempo      |
| - | ---------------- | ----------- |
| 1 | Alfredo Bovet    | 29h 35' 13" |
| 2 | Vicente Trueba   | + 28' 59"   |
| 3 | Ambrogio Morelli | + 29' 41"   |

### 6ª etapa[5]
15-06-1933: Seo de Urgel - Gerona. 212,1 km
|   | Corredor         | Tiempo     |
| - | ---------------- | ---------- |
| 1 | Vicente Trueba   | 8h 31' 00" |
| 2 | Antoine Dignef   | + 03' 55"  |
| 3 | Ambrogio Morelli | m. t.      |

|   | Ciclista         | Tiempo      |
| - | ---------------- | ----------- |
| 1 | Alfredo Bovet    | 38h 14' 23" |
| 2 | Vicente Trueba   | + 20' 49"   |
| 3 | Ambrogio Morelli | + 25' 26"   |

### 7ª etapa[6]
16-06-1933: Gerona - Figueras. 129,8 km
|   | Corredor         | Tiempo     |
| - | ---------------- | ---------- |
| 1 | Antoine Dignef   | 4h 51' 32" |
| 2 | Ambrogio Morelli | + 02' 29"  |
| 3 | Alfons Corthout  | m. t.      |

|   | Ciclista         | Tiempo      |
| - | ---------------- | ----------- |
| 1 | Alfredo Bovet    | 43h 20' 10" |
| 2 | Ambrogio Morelli | + 13' 40"   |
| 3 | Antoine Dignef   | + 15' 42"   |

### 8ª etapa[7]
17-06-1933: Figueras - Caldas de Malavella. 179,5 km
|   | Corredor       | Tiempo     |
| - | -------------- | ---------- |
| 1 | Felice Gremo   | 6h 07' 00" |
| 2 | Alfredo Bovet  | m. t.      |
| 3 | Joaquín Tudela | + 11' 55"  |

|   | Ciclista         | Tiempo      |
| - | ---------------- | ----------- |
| 1 | Alfredo Bovet    | 49h 27' 10" |
| 2 | Ambrogio Morelli | + 29' 50"   |
| 3 | Antoine Dignef   | + 31' 12"   |

### 9ª etapa[8]
18-06-1933: Caldas de Malavella - Barcelona. 174,9 km
|   | Corredor         | Tiempo     |
| - | ---------------- | ---------- |
| 1 | Alfredo Bovet    | 5h 37' 09" |
| 2 | Ambrogio Morelli | + 02' 49"  |
| 3 | Antoine Dignef   | + 03' 45"  |

|   | Ciclista         | Tiempo      |
| - | ---------------- | ----------- |
| 1 | Alfredo Bovet    | 55h 04' 19" |
| 2 | Ambrogio Morelli | + 31' 59"   |
| 3 | Antoine Dignef   | + 34' 57"   |

## Clasificación General
|    | Ciclista             | Equipo                    | Tiempo       |
| -- | -------------------- | ------------------------- | ------------ |
|    | Alfredo Bovet        | Bianchi                   | 55h 04' 19"  |
| 2  | Ambrogio Morelli     | Bianchi                   | + 31' 59"    |
| 3  | Antoine Dignef       | Genial Lucifer-Hutchinson | + 34' 57"    |
| 4  | Vicente Trueba Pérez | Bestetti                  | + 1h 05' 18" |
| 5  | Felice Gremo         | Dei                       | + 1h 09' 27" |
| 6  | Luigi Marchisio      | Olympia                   | + 1h 26' 51" |
| 7  | Federico Ezquerra    | Bilbaína                  | + 1h 30' 44" |
| 8  | Vicente Bachero      |                           | + 1h 31' 03" |
| 9  | Émile Decroix        | Genial Lucifer-Hutchinson | + 1h 34' 45" |
| 10 | José Nicolau         |                           | + 1h 37' 24" |